# Rotala illecebroides
Rotala illecebroides är en fackelblomsväxtart som beskrevs av Emil Bernhard Koehne. Rotala illecebroides ingår i släktet Rotala och familjen fackelblomsväxter. Inga underarter finns listade i Catalogue of Life.